# Міршид (комуна)
Міршид (рум. Mirșid) — комуна у повіті Селаж в Румунії. До складу комуни входять такі села (дані про населення за 2002 рік):
- Мойград-Пороліссум (546 осіб)
- Міршид (671 особа) — адміністративний центр комуни
- Попень (874 особи)
- Фірмініш (213 осіб)

Комуна розташована на відстані 386 км на північний захід від Бухареста, 7 км на північний схід від Залеу, 62 км на північний захід від Клуж-Напоки.

## Населення
За даними перепису населення 2002 року у комуні проживали 2304 особи.
Національний склад населення комуни:
| Національність | Кількість осіб | Відсоток |
| -------------- | -------------- | -------- |
| румуни         | 1877           | 81,5%    |
| цигани         | 333            | 14,5%    |
| угорці         | 90             | 3,9%     |
| серби          | 2              | 0,1%     |
| українці       | 1              | < 0,1%   |
| німці          | 1              | < 0,1%   |

Рідною мовою назвали:
| Мова      | Кількість осіб | Відсоток |
| --------- | -------------- | -------- |
| румунська | 2193           | 95,2%    |
| угорська  | 82             | 3,6%     |
| циганська | 28             | 1,2%     |
| сербська  | 1              | < 0,1%   |

Склад населення комуни за віросповіданням:
| Релігія            | Кількість осіб | Відсоток |
| ------------------ | -------------- | -------- |
| православні        | 1828           | 79,3%    |
| п'ятдесятники      | 196            | 8,5%     |
| реформати          | 81             | 3,5%     |
| баптисти           | 45             | 2,0%     |
| бретрени           | 9              | 0,4%     |
| римо-католики      | 6              | 0,3%     |
| греко-католики     | 3              | 0,1%     |
| не релігійні       | 2              | 0,1%     |
| не вказали релігію | 1              | < 0,1%   |